# 米高·比奧甘
米高·比奧甘（Michael Beauchamp，1981年3月8日—）出生於新南威爾士悉尼，澳洲足球員。現效力墨爾本雄心，他亦曾入選2006年和2010年世界盃澳洲大軍名單。

## 球會
比奧甘出生於悉尼的西南韋克利（Wakeley）並在西菲士體育高中（Westfields Sports High School）上學，直至14歲八年級。完成澳洲足球青年軍所需的訓練之後，比奧甘於20歲加入半職業球隊馬干尼種馬（Marconi Stallions）．在首個球季，比奧甘僅上陣一次，那時他屈居於國腳麥克·巴碧（Mark Babic）的後備。於2001/02球季，比奧甘成為球隊正選，上陣24場，當中19場是正選出場，馬干尼在該季取得聯賽第9名。其後在2002/03球季加盟柏拉馬達動力（Parramatta Power）。辭去他原來處理乙烯基的工作後，他正式成為全職球員，並成為柏拉馬達的長期正選，在聯賽取得季軍以及在循環賽取得第四名。比奧甘於2003/04球季上陣24場，包括在國家足球聯賽總決賽（球隊在常規聯賽取得亞軍）。國家聯賽解散後，比奧甘於2004/05球季加入新南威爾士超級聯賽球會悉尼奧林匹克，其後，他加盟澳職聯賽球會中岸水手。
比奧甘初次參戰澳職便成為水手的核心球員，22次正選上陣擔任中堅。水手取得聯賽季軍並進入總決賽，在決勝一場比奧甘正選上陣全場90分鐘。比奧甘出色的表現廣受傳媒盛賸，更被澳洲足球雜誌FourFourTwo選為年度最佳球員，並成為澳職明星隊獲得最多選票的球員，儘管他因在第11輪聯賽對FC悉尼一戰被紅牌出場而失落莊尼禾倫獎（Johnny Warren Medal）。比奧甘亦奪得首屆由隊友投票選出的「水手獎」（Mariners Medal）。在季尾，比奧甘和隊友甸·希法蘭（Dean Heffernan）同遠赴德國紐倫堡試腳，兩人皆獲得該支德甲球會的一紙借用合約在世界盃完結後，比奧甘開始跟隨紐倫堡訓練，並在賽事攻入一球，助球隊以3:2擊敗對手FSV艾蘭根布克。比奧甘在2006年11月4日首次亮相德甲，球隊以1:2不敵哈化柏林。此後他便成為球隊的正選，間中退居後備。2007年2月18日對科特布斯首次取得聯賽入球。
2008年夏天，比奧甘轉會丹麥班霸阿爾堡。8月17日，在他的首場丹超賽事，他在18分鐘時被直接紅牌罰離場。剛剛一個月後，他在歐聯作客些路迪一戰再次被趕離場，但其實他並沒有犯規，應被罰下的應是他的隊友米高積及臣。
2010年5月17日，比奧甘和墨爾本雄心簽下合約，在歐洲打滾四年後重返澳職。

## 國家隊
比奧甘早在2004年1月便獲得澳洲U23徵召參加2004年夏季奧運會外圍賽，那時奧運隊領隊是法連拿。他以後備身份首度出戰國際賽，在澳洲9:0大炒巴布亞新畿內亞一戰中後備上陣餘下的34分鐘比賽。這是比奧甘唯一的奧運隊賽事，原因是他落選大軍名單，而澳洲奧運隊在正賽八強被伊拉克淘汰出局。
2005年，比奧甘首嚐入選國家隊的滋味，他曾被希丁克兩次徵召進在荷蘭的國家隊訓練。首次是代替受傷的隊長奇治摩亞，但在2006年世界盃外圍賽對所羅門群島時再次獲徵召。雖然他並沒有上陣，但他在澳職出色的表現，為他帶來上陣機會－－在2007年亞洲盃外圍賽3:1擊敗巴林一戰，首次代表澳洲國家隊。他亦是2006年世界盃大軍名單中寥寥兩名球員之一。比奧甘並沒有在任何賽事落場，但在熱身賽對列支敦士登第二次代表國家隊比賽，後備入替奇治摩亞上陣12分鐘。
2006年10月7日，比奧甘在對巴拉圭的友賽中擺烏龍，使澳洲只能以1:1賽和對手。該仗他後備入替即將退出國家隊的普波域。當時他誤頂了對方前鋒奧斯卡卡度素踢出的球，球直進網窩。
2007年7月16日，比奧甘在2007年亞洲盃澳洲隊對泰國非勝不可的賽事替球隊先開紀錄，似為上述事件將功補過。若沒有這個入球，澳洲隊將面臨在分組賽被淘汰出局的尷尬場面。當時比奧甘接應隊友韋基舒亞的自由球頭槌破門，最終澳洲輕鬆大勝4:0。

## 榮譽
紐倫堡：
- DFB盃：2006/07

個人：
- 中岸水手 水手獎：2005/06

## 外部連結
- FFA - Socceroo profile
- Oz Football profile （页面存档备份，存于）